# تل امامزاده قلات جیرو
تل امامزاده قلات جیرو مربوط به دوره ساسانیان است و در شهرستان ارسنجان، بخش مرکزی، دهستان خبریز، ۴۰۰ متری شمال غربی روستای قلات جیرو واقع شده و این اثر در تاریخ ۳۰ بهمن ۱۳۸۶ با شمارهٔ ثبت ۲۰۸۴۲ به‌عنوان یکی از آثار ملی ایران به ثبت رسیده است.